# Laura Müller
Laura Marie Müller (Dudweiler, 11 dicembre 1995) è una velocista tedesca.

## Biografia
Il 19 luglio 2013, agli Europei juniores di Rieti, prende parte alla finale dei 400 metri, dovendosi però accontentare del penultimo posto a 53"40. Due giorni dopo corre la staffetta 4×400 metri insieme a Maike Schachtschneider, Corinne Kohlmann e Christina Hering, in rappresentanza della Germania, che con 3'33"40 conquista il bronzo dietro a Polonia e Russia.
L'anno seguente si presenta in buona forma ai Mondiali juniores di Eugene, superando agevolmente le batterie e le semifinali dei 400 metri con tempi di 54"19 e 53"64. La finale del 25 luglio vede molti nomi in lizza per l'oro ma per la Müller non c'è nulla da fare: quarto posto con 53"40, in una gara in cui la velocissima Kendall Baisden batte Gilda Casanova (51"85 contro 52"59), mentre la terza classificata è Olivia Baker con 53"00. Nella stessa manifestazione la tedesca ottiene una medaglia di bronzo nella 4×400 metri, correndo in 3'33"02 insieme a Hannah Mergenthaler, Laura Gläsner e Ann-Kathrin Kopf.
Pur non partecipando nelle gare individuali degli europei di Amsterdam 2016 riesce ad entrare a far parte della staffetta 4×400 metri, in cui arriva quinta con 3'27"60.
Successivamente prende parte alla staffetta 4×400 m dei Giochi olimpici di Rio de Janeiro 2016, assieme a Friederike Möhlenkamp, Lara Hoffmann e Ruth Spelmeyer. In tale circostanza, malgrado l'eliminazione alle batterie, il quartetto tedesco è in grado di stabilire un nuovo personale stagionale di 3'26"02.
Nell'estate del 2017 rappresenta la Germania agli europei a squadre di Lilla, ottenendo dapprima un terzo posto nei 400 metri piani a 52"09, dietro alla vincitrice Lisanne de Witte (51"71) e all'ucraina Olha Zemlyaká (51"88). Per la ragazza di Dudweiler arriverà un bronzo anche nella 4×400 metri (3'28"47 con Nadine Gonska, Hannah Mergenthaler e Ruth Spelmeyer).

## Progressione

### 100 metri piani
| Stagione | Risultato | Luogo      | Data      | Rank. Mond. |
| -------- | --------- | ---------- | --------- | ----------- |
| 2017     | 11"36     | Weinheim   | 27-5-2017 |             |
| 2016     | 11"37     | Weinheim   | 28-5-2016 |             |
| 2014     | 11"81     | Püttlingen | 17-5-2014 |             |

### 200 metri piani
| Stagione | Risultato | Luogo      | Data      | Rank. Mond. |
| -------- | --------- | ---------- | --------- | ----------- |
| 2017     | 22"98     | Leverkusen | 18-6-2017 |             |
| 2016     | 22"81     | Mannheim   | 29-5-2016 |             |
| 2014     | 23"63     | Püttlingen | 17-5-2014 |             |

### 400 metri piani
| Stagione | Risultato | Luogo             | Data      | Rank. Mond. |
| -------- | --------- | ----------------- | --------- | ----------- |
| 2017     | 52"04     | Villeneuve d'Ascq | 23-6-2017 |             |
| 2016     | 51"69     | Mannheim          | 29-7-2016 |             |
| 2015     | 52"33     | Norimberga        | 25-7-2015 |             |
| 2014     | 52"91     | Mannheim          | 5-7-2014  |             |
| 2013     | 53"40     | Rieti             | 19-7-2013 |             |

## Palmarès
| Anno | Manifestazione    | Sede           | Evento        | Risultato | Prestazione | Note                                     |
| ---- | ----------------- | -------------- | ------------- | --------- | ----------- | ---------------------------------------- |
| 2013 | Europei juniores  | Rieti          | 400 m piani   | 7ª        | 53"40       | Miglior prestazione personale stagionale |
| 2013 | Europei juniores  | Rieti          | 4×400 m       | Bronzo    | 3'33"40     |                                          |
| 2014 | Mondiali juniores | Eugene         | 400 m piani   | 4ª        | 53"40       |                                          |
| 2014 | Mondiali juniores | Eugene         | 4×400 m       | Bronzo    | 3'33"02     |                                          |
| 2015 | Europei under 23  | Tallinn        | 400 m piani   | 6ª        | 52"45       |                                          |
| 2015 | Europei under 23  | Tallinn        | 4x400 m       | 4ª        | 3'32"01     |                                          |
| 2016 | Europei           | Amsterdam      | 4×400 m       | 5ª        | 3'27"60     |                                          |
| 2016 | Giochi olimpici   | Rio de Janeiro | 4×400 m       | Batteria  | 3'26"02     | Miglior prestazione personale stagionale |
| 2017 | World Relays      | Nassau         | 4x400 m       | Batteria  | dq          |                                          |
| 2017 | Europei under 23  | Bydgoszcz      | 400 m piani   | Argento   | 52"42       |                                          |
| 2017 | Europei under 23  | Bydgoszcz      | 4×400 m       | Argento   | 3'30"18     |                                          |
| 2017 | Mondiali          | Londra         | 4×400 m       | 6ª        | 3'27"45     |                                          |
| 2018 | Europei           | Berlino        | 200 m piani   | 8ª        | 23"08       |                                          |
| 2018 | Europei           | Berlino        | 4×400 m       | 6ª        | 3'30"33     |                                          |
| 2019 | World Relays      | Yokohama       | 4x400 m       | 11ª       | 3'31"89     |                                          |
| 2019 | World Relays      | Yokohama       | 4×400 m mista | 7º        | 3'22"26     |                                          |
| 2021 | Europei indoor    | Toruń          | 400 m piani   | Batteria  | 53"03       |                                          |
| 2021 | Europei indoor    | Toruń          | 4×400 m       | 6ª        | 3'31"47     |                                          |
| 2021 | Giochi olimpici   | Tokyo          | 4×400 m       | Batteria  | 3'24"77     |                                          |

## Altre competizioni internazionali
2017
- Campionati europei a squadre di atletica leggera ( Villeneuve-d'Ascq)